# Humor

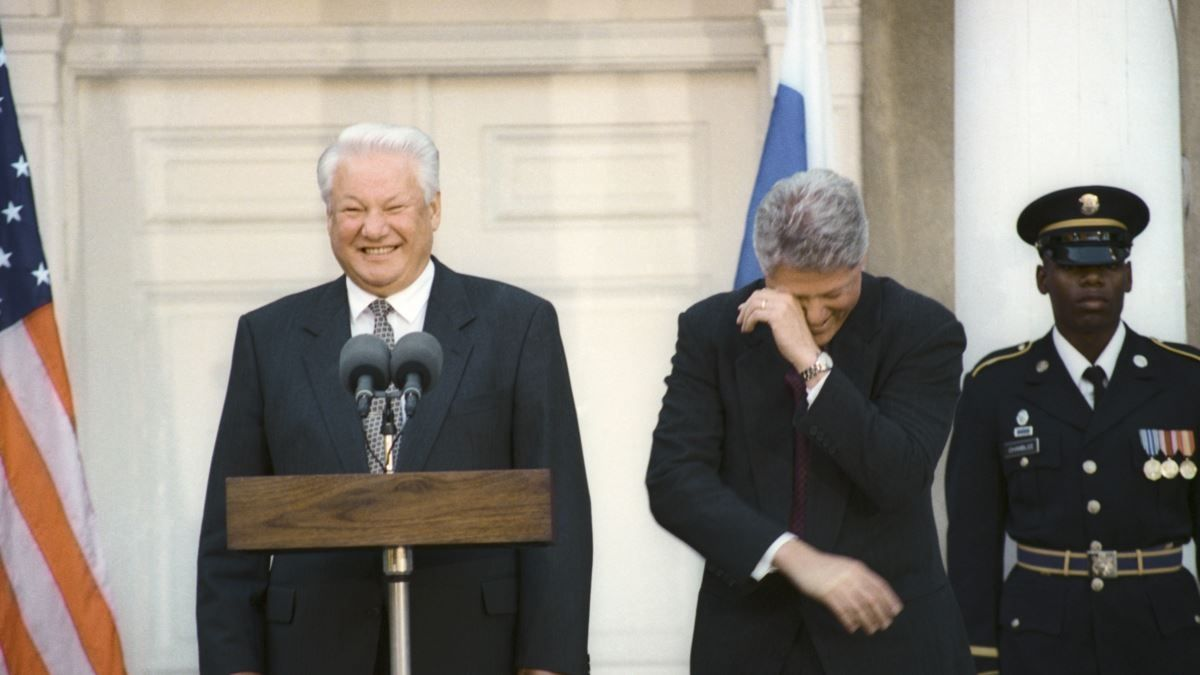
Boris Jelcin a William Clinton smějící se vtipu navzdory jazykovým barierám.

Komika či humor (z lat. (h)umor – vlhkost, tekutina) je druh emoce, schopnost člověka, věci či situace vzbudit pocit pobavení v jiném člověku a souhrn způsobů, jak toto pobavení a veselí, často provázené smíchem, vyvolat. Pojem původně popisoval temperament jedince, který se podle antických představ skládal ze čtyř základních tělesných tekutin (humores).
Rysy humoru (resp. vtipu) jsou nesmyslnost a moment překvapení. Důležitým předpokladem je rovněž sociální interakce. V humoru dochází často alespoň jedna ze zúčastněných stran (pomyslné) újmy či utrpí škodu. Přesná definice humoru je ale problematická, neexistuje ani jeho jednotná, všeobecně uznávaná teorie. Teorií komična se zabýval např. Sigmund Freud (v práci Vtip a jeho vztah k nevědomí), v českých zemích například Vladimír Borecký. Podle jedné z nejuznávanějších teorií se předpokládá, že humor a smích se vyvinul z pocitů a projevů triumfu. Sehrál patrně jednu z hlavních rolí v historii lidstva.

## Odlišná definice humoru
Humor je vědomá tvůrčí činnost, při které je skutečnost vytvářena či popisována odlišně ve srovnání s obvyklým způsobem tak, že to vzbuzuje pobavení (smích či úsměv, což už je emoce). To, že někdo upadne, není humor. Humorem se to stává až zábavným popisem. Ne vždy je příčinou smíchu humor. Komická situace nerovná se humor. To, že nám nějaká situace či člověk připadají humorné, je právě naší schopností ji tak vidět. Smysl pro humor je právě ta schopnost tvůrčího vidění a zejména popisu skutečnosti, který pobaví. Smysl pro humor má dva aspekty – schopnost humor tvořit a schopnost humor chápat (schopnost podívat se na věci tvůrčím způsobem). Smysl pro humor je tvůrčí ve smyslu odlišného (někdy až zdánlivě absurdního) vidění světa.

## Teorie komiky
Teorie komiky je vědní obor, který se vědecky vypořádává s fenoménem komiky, popisuje jej, diskutuje o něm a zpracovává jej. Teorie komiky je interdisciplinární obor, pokládá si otázky jak literárně- a kulturněvědné, tak i sociologické či medicínské otázky a předkládá vědecké obci i laickému posluchačstvu jejich zodpovězení. O fenomén komiky se zajímá i lingvistika. Zvláštní pozornost si zaslouží popis různých polí působnosti smíchu, humoru či komiky celkově. Robert Gernhardt chápe komiku například takto: „Humor je určité jednání, komika je výsledkem tohoto jednání.“ K tomu patří vypořádání se s literárními a jinými uměleckými žánry komické provenience, jako je například komedie, vtip (i kreslený), komiksové a animované grotesky, kabaret atd. Teorie komiky také musí navzájem odlišovat rozdílné pojmy a kategorie související s obsahem jejího bádání jako jsou ironie, sarkasmus, cynismus, satira, parodie, perzifláž, burleska, groteska, nonsens atd.
Důležitým pojmem teorie humoru je  inkongruence, založená na výskytu podnětů, které jsou neslučitelné, jejich propojení je nesmyslné, překvapivé nebo šokující, a to ve stejnou chvíli. Inkongruence humoru pouze napomáhá.. Lidé vnímají základ humoru v kombinaci vzájemně rozporných prvků. Smějeme se, když se setkáme s něčím nečekaným či překvapivým. Teorie se dělí do několika skupin:
1. psychoanalytické teorie,
2. teorie superiority,
3. teorie inkongruity a
4. kognitivní teorie.

Humor je tedy typ zážitku, který se projevuje při souběžném výskytu dvou inkongruentních jevů. Má kognitivní a emocionální stránku. Jedinec by měl u kognitivních procesů zaznamenat inkongruentní prvky, hravý rámec sdělení a poté sdělení správně vyložit. V případě vtipů se lidé smějí především překvapení v pointě. Inkongruentní situace poté vede k smíchu nebo nějaké humorné odpovědi.
Inkongruentní prvky mohou být různé. Ve škole se jedná nejčastěji o rozpor mezi očekávaným chováním aktérů a jejich skutečným chováním. Od vyučujících se očekává, že budou zdatní ve svém povolání. Budou emocionálně vyrovnaní a také schopnými představiteli společenských hodnot. Od žáků se očekává píle, kázeň, slušné chování a ochota podřídit se učiteli. V prostředí školy se předpokládá, že dojde k potlačení projevů vlastní sexuality. Odchylky od výše popsaných představ se mohou stát zdrojem humoru. Nejčastějšími inkongruentními prvky spojenými s humorem žáků jsou například výrazy „bobr“, „pochva“ či „klacek“. Tyto výrazy žáci čtou jako označení pohlavních orgánů. Výzkumníci konstatují, že pohlavní orgány nejsou samy o sobě směšné, směšné je mluvit  o nich ve výuce a slyšet jejich názvy z úst učitelky. Tabuizované téma (sex) ve výuce je zdrojem tohoto druhu humoru.